# Худяков Артем Сергійович
Артем Сергійович Худяков — старший лейтенант Збройних сил України, учасник російсько-української війни, відзначився у ході російського вторгнення в Україну.

## Нагороди
- орден «За мужність» III ступеня (2022) — за особисту мужність і самовіддані дії, виявлені у захисті державного суверенітету та територіальної цілісності України, вірність військовій присязі[1][2].